# Episodi di A tutto reality - L'isola: Il ritorno
Questa è la lista degli episodi di A tutto reality - L'isola: Il ritorno, ossia la sesta stagione del franchise canadese A tutto reality, revival dell'omonima serie, composta da due parti, la prima parte ha debuttato, in anteprima mondiale a partire dal 10 aprile 2023, su K2 e Discovery+ in Italia. Questa prima parte della stagione è composta da 13 episodi della durata di 21 minuti ciascuno.
La seconda parte della stagione, ha debuttato in anteprima mondiale sempre in Italia (solo per gli episodi dall’1 al 6) dal 27 novembre su Discovery+, invece su K2, il 4 dicembre 2023.
Il primo teaser ufficiale, della prima parte è stato pubblicato il 23 marzo 2023 su K2 in anteprima mondiale, e il primo teaser del trailer della seconda parte è stato rilasciato il 20 novembre 2023.
La seconda parte, essendo stata divisa in due parti, è stata mandata in onda in due periodi differenti: gli episodi dall’1 al 6 sono stati rilasciati nel 2023, e quelli dal 7 fino al 13 nel 2024, con la coppia del 7 e dell’8 in anteprima su Discovery+ il 26 febbraio 2024.
| n°            | Titolo originale                                    | Titolo italiano                 | Prima TV canadese | Prima TV mondiale                    | Prima TV italiana                                     |             |
| Prima parte   | Prima parte                                         | Prima parte                     | Prima parte       | Prima parte                          | Prima parte                                           | Prima parte |
| ------------- | --------------------------------------------------- | ------------------------------- | ----------------- | ------------------------------------ | ----------------------------------------------------- | ----------- |
| 1             | Meet the Victims                                    | Si riparte!                     | 21 ottobre 2023   | 10 aprile 2023                       | 10 aprile 2023                                        |             |
| 2             | Pirates of the Cabbage’an                           | Pirati dei Cavoilaibi           | 21 ottobre 2023   | 10 aprile 2023                       | 11 aprile 2023                                        |             |
| 3             | Drown Town Abbey                                    | Declino di una stella           | 28 ottobre 2023   | 10 aprile 2023                       | 12 aprile 2023                                        |             |
| 4             | Numbskull Island                                    | Caccia al teschio               | 28 ottobre 2023   | 10 aprile 2023                       | 13 aprile 2023                                        |             |
| 5             | Jurassic Fart                                       | Un peto giurassico              | 4 novembre 2023   | 10 aprile 2023                       | 17 aprile 2023                                        |             |
| 6             | The Launchback of Notre Game                        | Occhio al bersaglio             | 4 novembre 2023   | 10 aprile 2023                       | 18 aprile 2023                                        |             |
| 7             | Severe Eggs and Pains                               | Grandi uova, grandi dolori      | 11 novembre 2023  | 10 aprile 2023                       | 19 aprile 2023                                        |             |
| 8             | The Wheel of Vomit                                  | Questione di gusti              | 11 novembre 2023  | 10 aprile 2023                       | 20 aprile 2023                                        |             |
| 9             | Paddle Field Earth                                  | La montagna del miele           | 18 novembre 2023  | 10 aprile 2023                       | 24 aprile 2023                                        |             |
| 10            | The Truth, The Pole Truth and Nothing But the Truth | Questione di equilibrio         | 18 novembre 2023  | 10 aprile 2023                       | 25 aprile 2023                                        |             |
| 11            | Tortoise Rigamortis                                 | Selfie ad alto rischio          | 25 novembre 2023  | 10 aprile 2023                       | 26 aprile 2023                                        |             |
| 12            | Caved by the Bell                                   | Mostri e trattori               | 25 novembre 2023  | 10 aprile 2023                       | 27 aprile 2023                                        |             |
| 13            | Magma Cum Laude                                     | L'ultima sfida tra lava e capre | 2 dicembre 2023   | 10 aprile 2023                       | 1º maggio 2023                                        |             |
| Seconda parte |                                                     |                                 |                   |                                      |                                                       |             |
| 1             | The Pink Painter Strikes Again                      | Il pittore rosa colpisce ancora | 3 marzo 2024      | 27 novembre 2023                     | 4 dicembre 2023                                       |             |
| 2             | Taking it to the Rim Reaper                         | Mietitore del Cerchio           | 3 marzo 2024      | 4 dicembre 2023                      | 4 dicembre 2023                                       |             |
| 3             | You Poor Saps                                       | Poveretti                       | 10 marzo 2024     | 4 dicembre 2023                      | 11 dicembre 2023                                      |             |
| 4             | Choosin’ for a Bruisin’                             | In cerca di guai                | 10 marzo 2024     | 4 dicembre 2023                      | 11 dicembre 2023                                      |             |
| 5             | Ice to Beat You                                     | Ghiaccio per batterti           | 17 marzo 2024     | 11 dicembre 2023                     | 18 dicembre 2023                                      |             |
| 6             | Canoe Believe it?                                   | Canoa credici                   | 24 marzo 2024     | 11 dicembre 2023                     | 18 dicembre 2023                                      |             |
| 7             | Fun Fight at the O’Cake Corral                      | Duello all'ultima torta         | 24 marzo 2024     | 19 dicembre 2023                     | 26 febbraio 2024 (su Discovery+) (4 marzo 2024 su K2) |             |
| 8             | Haulin’ n’ Ballin’                                  | Il flipper umano                | 31 marzo 2024     | 19 dicembre 2023                     | 26 febbraio 2024 (su Discovery+) (4 marzo 2024 su K2) |             |
| 9             | Breaking Up is Hard to Do                           | Punto di rottura                | 31 marzo 2024     | 13 gennaio 2024 (Regno Unito su BBC) | 4 marzo 2024 (su Discovery+) (11 marzo 2024 su K2)    |             |
| 10            | Circling the Drain                                  | Ricordi dolorosi                | 7 aprile 2024     | 13 gennaio 2024 (Regno Unito su BBC) | 4 marzo 2024 (su Discovery+) (11 marzo 2024 su K2)    |             |
| 11            | Working K9 to 5                                     | Una minaccia a quattro zampe    | 7 aprile 2024     | 13 gennaio 2024 (Regno Unito su BBC) | 11 marzo 2024 (su Discovery+) (18 marzo 2024 su K2)   |             |
| 12            | Off the Hook!                                       | Doppio gioco                    | 14 aprile 2024    | 13 gennaio 2024 (Regno Unito su BBC) | 11 marzo 2024 (su Discovery+) (18 marzo 2024 su K2)   |             |
| 13            | Soar Losers                                         | La volata finale                | 14 aprile 2024    | 13 gennaio 2024 (Regno Unito su BBC) | 18 marzo 2024 (su Discovery+) (25 marzo 2024 su K2)   |             |

## Si riparte!
- Titolo originale: Meet the Victims

### Trama
Dopo una breve ripresentazione del reality, Chris presenta i nuovi concorrenti. Questi vengono divisi in due squadre: Millie, Ripper, Hezekias detto "Zee", Chase, Priya, Lauren detta "Scary Girl", Damien e Axel fanno parte delle Trote Feroci, mentre Nichelle, Mary Kate detta "MK", Bowie, Emma, Caleb, Wayne, Rajesh detto "Raj" e Julia fanno parte delle Rane della Morte. La prima sfida consiste nel tenere due secchi mentre si passa per gli ostacoli in mezzo alla spiaggia. Dopodiché, si devono posare su un pezzo di legno, che verrà alzato sempre da dei membri della squadra con cautela. Due membri della squadra devono superare gli ostacoli e posare i secchi, e tutto ciò bendati, mentre gli altri due li devono guidare e, all'ultimo, alzare il pezzo di legno per prendere i secchi. La sfida viene vinta dalle Trote Feroci. All'eliminazione, rimangono Emma, che ha assillato dalla presenza di Chase (membro della squadra avversaria, ma anche il suo ex) durante la sfida, il che ha distratto quasi tutti, e Caleb, poiché Bowie ha convinto la squadra a votare per lui, definendolo un avversario "imbattibile". L'ultimo marshmallow va a Emma e Caleb è ufficialmente il primo eliminato.
Immunità: Trote Feroci
Eliminato: Caleb (16º)

## Pirati dei Cavoilaibi
- Titolo originale: Pirates of the Cabbage’an

### Trama
Dopo aver convinto gli altri membri della squadra a votare per Caleb, Bowie trova l'amica perfetta: Emma. Invece, Damien e Ripper spiano Millie e la assalgono. Ripper ruba i suoi appunti, ma Damien li prende e li restituisce. In questa sfida, le squadre devono salire su delle navi, con l'obiettivo di far affondare quella avversaria. Axel, nominata capitano delle Trote Feroci, litiga con Ripper, che viene buttato fuori dalla nave da lei. Dopodiché, le Rane della Morte, che hanno come capitano Wayne, attaccano ripetutamente la nave avversaria, lasciando solo Zee. Quest'ultimo leverà l'ancora della nave e la guiderà, cercando di farla scontrare con l'altra, in modo che la sfida finisca in parità. Ma gira il timone inavvertitamente, e la nave finisce su uno scoglio. Quindi, le Rane della Morte vincono questa sfida. Durante l'eliminazione, questa volta riservata alle Trote Feroci, sono a rischio Ripper, che non ha aiutato proprio la squadra a causa della spinta di Axel, anche quest'ultima a rischio perché buttata quasi facilmente fuori dalla nave, anche se capitano, Zee, che ha fatto perdere la squadra, e Lauren (Scary Girl), che per girarsi a parlare con Zee non è riuscita a schivare un attacco. Zee e Lauren ricevono il Marshmallow, e l'ultimo a riceverlo è Ripper. Quindi, Axel viene eliminata.
Immunità: Rane della Morte
Eliminata: Axel (15ª)

## Declino di una stella
- Titolo originale: Drown Town Abbey

### Trama
Mentre Nichelle racconta delle sue imprese alle altre Rane della Morte, Priya stringe un po' di amicizia con Millie, e scopre che quest'ultima sta scrivendo la sua esperienza sull'isola. In questa sfida, un membro di ogni squadra, Damien per le Trote Feroci e Julia per le Rane della Morte, deve essere rinchiuso in un ambiente strettissimo chiuso e sopravvivere all'acqua che compare e che sale sempre di più, prima di annegarli. Per evitare tutto ciò, gli altri membri di ogni team devono, a turno, scalare un edificio di legno cercando di non venire morsi dagli orsi, camminare su una scia di burro, e lanciarsi con una corda a prendere un numero della squadra. Anche se le Trote Feroci sono sul punto di perdere, Nichelle è l'ultima delle Rane della Morte, e si dimostra tutt'altro che attiva, e confessa: nei video girati c'è per la maggior parte un uomo di 46 anni con una parrucca bionda, che la sostituisce. Però, non si perde d'animo, e, contemporaneamente a Scary Girl, che è l'ultima delle Trote Feroci, prova a dare il biglietto ma sbatte nell'edificio di legno e quindi vincono le Trote Feroci. A rischio eliminazione ci sono Nichelle, che ha confessato e si è scoraggiata, facendo perdere la squadra, Julia, che aveva trasmesso energia pura a Nichelle, dimostratasi falsa, e MK (Mary Kate), per aver assalito Nichelle al posto di incoraggiarla. Julia riceve subito il marshmallow e l'ultimo marshmallow va a MK. Quindi, Nichelle è ufficialmente la terza eliminata di questa stagione.
Immunità: Trote Feroci
Eliminata: Nichelle (14ª)

## Caccia al teschio
- Titolo originale: Numbskull Island

### Trama
Chase cerca di parlare con Millie e Priya, e quest'ultima gli confessa che loro sono delle vere amiche. Le Rane della Morte, invece, sono sconvolte per le bugie di Nichelle. Chase prova a rimettersi con Emma, ma quest'ultima lo respinge ancora. Millie e Priya cercano di stringere un'alleanza con Lauren (Scary Girl), ma fallisce. La sfida consiste nel difendere il teschio del forte assegnato a ogni squadra. Alcuni cercheranno di prendere il teschio, altri lo difenderanno. Il primo che porta il teschio della propria squadra a Chris, vince la sfida. Le armi che possono essere usate sono gli arpioni, gli idranti e i massi. Scary Girl prende invece uno pneumatico lasciato da Chef sul campo, che mette quasi KO Damien e Mary Kate (MK). Quest'ultima finisce nella sala di controllo, attivando una qualsiasi trappola quando vuole a sfavore degli altri. Ripper, ultima riserva delle Trote Feroci, prende come scudo Priya e riesce a prendere il teschio, ma viene fermato da MK. Il teschio finisce nelle mani di Scary Girl, che lo vuole ritoccare, ma Emma prende quello avversario e lo porta a Chris. Durante l'eliminazione delle Trote Feroci, sono a rischio Damien, che era rimasto solo ad urlare, Ripper, che ha usato Priya come scudo e ha rovinato la sua faccia, Scary Girl, per il motivo indicato precedentemente. Damien riceve il marshmallow, e l'ultimo marshmallow va a Ripper. Quindi Scary Girl è ufficialmente la quarta eliminata di questa stagione.
Immunità: Rane della Morte
Eliminata: Scary Girl (13ª)

## Un peto giurassico
- Titolo originale: Jurassic Fart

### Trama
Priya allena Millie per la competizione lanciandole delle mele, ma lei non ne schiva una, mentre Damien dà loro il simbolo per la sua eliminazione volontaria. Wayne, Raj e Julia parlano della sua positività e delle sue energie. La nuova sfida consiste in una semplice corsa fino al molo. Il trucco è lo stufato di fagioli mangiato a colazione, il che fa fare dei peti a tutti i concorrenti, ma silenziosamente, perché ci sono anche dei Raptor. Zee perde una gamba meccanica, ma ne ha una di riserva. Wayne vuole che Raj confessi di essere gay e il suo amore per Bowie, ma gli dice che vuole solo dei nastri da hockey. Arrivano Wayne, Raj e Emma per le Rane della Morte e Chase e Zee per le Trote Feroci. Damien, Priya, Millie e Ripper sono intrappolati nella cucina di chef perché inseguiti da un raptor. Mentre Priya confessa i propri sentimenti per Damien, Ripper toglie il cuscino dal suo didietro e riesce a battere il record mondiale di peto più lungo al mondo. Invece, MK controlla i confessionali e Julia si scatena contro un dinosauro, facendogli notare tutti i suoi lati brutti. Lei viene vista da Bowie, ma lui promette di non farne parola. Rispetta la promessa, ma MK vede e registra tutto e lo posta subito sui social media di Julia (dal momento che possiede uno dei suoi cellulari). Gli altri membri delle Rane della Morte arrivano per primi, perciò vincono la sfida. Julia, nell'attesa, scopre che qualcuno ha pubblicato il suo video sul suo profilo. All'eliminazione delle Trote Feroci sono a rischio Chase, che invece di aiutare Zee l'ha lasciato da solo, Millie, che per riprendere il suo cuscino da Ripper ha quasi fatto mangiare tutta la squadra da uno dei Raptor, e, appunto, Ripper, per aver battuto il suo record mondiale di peto più lungo mentre la squadra stava quasi per essere divorata sempre dallo stesso Raptor. Chase e Millie ricevono il marshmallow, e l'ultimo marshmallow va a Ripper. Quindi Damien è ufficialmente il quinto eliminato della stagione.
Immunità: Rane della Morte
Eliminato: Damien (12º)

## Occhio al bersaglio
- Titolo originale: The Launchback of Notre Game

### Trama
Mentre l'allenamento di Priya ha buoni effetti su Millie, Julia entra in cucina e colpisce con un burrito Bowie e Ripper, chiedendo chi è stato a pubblicare il video di lei insultare un raptor. Nessuno risponde, e allora Julia decide di tirare fuori la sua vera personalità per tutta la competizione. La sfida consiste nel centrare uno dei tre bersagli lanciando il proprio compagno di squadra con una catapulta. Un bersaglio garantisce 1000 punti, la seconda il doppio e la terza il triplo. La prima squadra che arriva a 10000 punti, vince. Emma segna 2000 punti per le Rane, e Millie 3000 per le Trote. Wayne finisce su un bufalo e Raj in un burrone ripieno di budino di squalo (dove ci sono gli squali). Bowie si offre volontario per salvare Raj. Nell'attesa, Priya segna altri 3000 punti per le Trote. Bowie prima segna 3000 punti per le Rane, poi va a salvare Raj. Quest'ultimo lo bacia. Bowie e Raj sembrano contenti del bacio, e Wayne, che è riuscito a liberarsi del bufalo in tempo e a segnare altri 2000 punti per le Rane (era finito nella buca di penalità, ma non ha toccato terra, quindi i punti valgono), li intravede dal buco sopra di loro e si dimostra molto emotivo. Le Rane hanno 7000 punti, le Trote ne hanno 6000: la sfida decisiva consiste nel centrare il bersaglio da 10000 punti. Si lanciano Julia per le Rane della Morte e Zee per le Trote Feroci. Zee, attraverso un trucco "inspiegabile", riesce a volare più in alto di Julia. Questo trucco consiste nel togliere una delle gambe metalliche, perdendo peso e volando più in alto. Zee centra il bersaglio e le Trote Feroci vincono. Wayne cerca di convincere Raj a raccontare quello che è successo tra lui e Bowie, ma dice tutt'altro. Poco prima della cerimonia d'eliminazione delle Rane della Morte, Julia trova le prove per incastrare Mary Kate (MK), il che fa convincere tutti che sia una vera ladra. Tra Julia che ha fatto perdere la squadra, e MK che è accusata di molti furti, l'ultimo marshmallow va a Julia. Quindi MK è ufficialmente la sesta eliminata della stagione.
Immunità: Trote Feroci
Eliminata: MK (11ª)

## Grandi uova, grandi dolori
- Titolo originale: Severe Eggs and Pains

### Trama
Millie riesce finalmente a schivare gli attacchi di Priya per il suo allenamento, ma arriva l'annuncio della sfida. Prima della sfida, le squadre consegnano a Chef le proprie bandiere e lui le brucia: adesso ognuno è contro tutti e le squadre non ci sono più. La sfida consiste nel prendere due uova di casuario. Il problema è che sono feroci e rubare le uova non è facile. Wayne tenta ancora una volta di convincere Raj a dirgli che è gay e che ha baciato Bowie, ma lui si distrae e vede delle uova. Peccato che il casuario li nota e li rincorre. Ripper e Zee cercano una strategia per rubare le uova. Julia inganna Chase dicendo che gli darà metà del milone di dollari se vincerà e gli dà una barretta che dovrebbe farlo rimettere con Emma. Ma è tutto falso: Julia ha precedentemente parlato con Ripper e ha confermato il suo voto per Chase. Ne incastrerà altre tre per buttare fuori Chase, e otterrà anche il voto di Emma con la proposta fatta a Chase. Priya e Millie prendono le uova, ma vengono inseguite anche loro dal casuario. Bowie e Emma incontrano Raj e lei li lascia parlare in privato. Bowie dice che uscirà fuori con lui dopo la competizione e si baciano di nuovo, ma il tutto viene interrotto quando Emma viene inseguita da un altro casuario. Ripper fa travestire Zee da casuario per farlo innamorare, e il piano sembra funzionare. Superato l'ostacolo, Emma chiede a Bowie di cosa ha parlato lui con Raj, pur sapendolo lei stessa, deducendolo. Dopodiché, Julia distrae Bowie, in modo che Chase possa parlare con Emma. Raj viene aggredito da un casuario e Wayne cerca di difenderlo, ma vengono aggrediti tutti e due, e cadono da un dirupo. Mentre cadono, finalmente Raj rivela a Wayne che è gay e che ha baciato Bowie. Julia e Bowie trovano delle uova, ma Julia lo spinge e se ne va con l'uovo. Zee riesce a far innamorare il casuario, ma Ripper ruba le uova, lasciando Zee incastrato nell'amore. Ripper arriva davanti a Chris con l'uovo, ma lo spacca e perde l'immunità. Invece Priya e Millie sono riuscite a liberarsi del casuario attraverso un'imitazione di Priya. Ognuna vuole dare l'immunità all'altra, e alla fine Millie prende l'immunità. Chase e Emma finiscono in un nido di casuari e, stranamente, Emma capisce di essersi sbagliata su Chase, e si rimettono insieme. Zee si libera del travestimento e scappa, mentre Wayne e Raj arrivano per ultimi conciati molto male. Alla cerimonia di eliminazione, sembra tutto OK, ma appena Chef nota che Wayne e Raj sono conciati così, vengono "eliminati" e portati in ospedale. 
Immunità: Millie
Eliminati: Wayne e Raj (10º/9º pareggiato)

## Questione di gusti
- Titolo originale: The Wheel of Vomit

### Trama
Mentre Bowie scopre che Raj gli ha lasciato come regalo il suo paradenti, Chris serve la colazione al posto di Chef. La sfida consiste nell'assaggiare i piatti di Chef, che escono in base alla Ruota del Vomito. Se qualcuno vomita, è fuorigioco, e l'ultimo vincerà la sfida e otterrà l'immunità. Millie si ritira subito, non preoccupandosi perché inosservata. Bowie è il "primo" concorrente fuorigioco. Al secondo round non viene eliminato nessuno, anche se Julia prova a distrarre Zee, inutilmente. Al terzo round, Emma e Chase litigano di nuovo, si offendono a vicenda e vomitano. Quindi, sono fuorigioco. Julia fa starnutire Zee con del pepe nero, ma lui riesce a salvare il suo piatto. Al quarto round, vomita Priya. Al quinto round, Julia rovina l'infanzia a Zee, rivelandogli che lui ha comunque bevuto del latte involontariamente durante la sua vita. Quindi, Zee vomita. Durante la sfida finale, che consiste nel superare la linea di traguardo segnata su un verme solitario di 15 metri, Ripper e Julia procedono regolarmente, e finiscono quasi per baciarsi, ma Julia riesce a superare il traguardo prima di Ripper e quindi vince l'immunità. Tutti, però, cominciano a vomitare tutto il cibo, pure i cameraman. All'eliminazione, tra Ripper e Millie, l'ultimo marshmallow va a quest'ultima, quindi Ripper è ufficialmente il nono eliminato di questa stagione.
Immunità: Julia
Eliminato: Ripper (8º)

## La montagna del miele
- Titolo originale: Paddle Field Earth

### Trama
Priya e Millie formano un'alleanza a tre con Julia, e allo stesso modo Bowie, Emma e Chase, questi ultimi in dubbio perché Emma non voleva essere insieme a Chase. Priya, Millie e Julia chiedono a Zee se vuole unirsi all'alleanza e lui dice di sì. Però, anche l'altra alleanza fa la stessa cosa, e Zee accetta di nuovo, ma ha qualcosa in mente. La sfida consiste in attraversare un lago in canoa evitando i pesci e i coccodrilli, con qualche cascata. Dopodiché, si deve correre per arrivare su una montagna dove c'è una campana. Durante il percorso si possono trovare dei geyser e degli alveari. Questi ultimi si trovano sulla montagna, perché piena di api. Dopodiché, basta suonare la campana in cima al vulcano spento per vincere l'immunità. Mentre Julia si ripara dai pesci e viene distratta da Bowie, Emma si unisce a Chase con le canoe per colpire i pesci da ogni lato, peccato che il primo pesce faccia affondare la canoa di Emma. Mentre lo schiaffeggia, i salmoni sono un'esca degli orsi, quindi vengono attirati da loro. Emma e Chase finiscono su un'isola di orsi, e lui, con una simulazione, Chase riesce a convincere gli orsi a lasciarli andare, anche se hanno ricevuto un aiuto da Zee. Chase, tornato sulla canoa assieme a Emma, cade dalla cascata assieme a tutti gli altri, e si ritrovano con dei coccodrilli affamati. Si salvano tutti, tranne Julia, che viene battuta a code dai coccodrilli. Poco dopo si libera e gli altri scoprono che il percorso per arrivare alla montagna era pieno di Geyser. Mentre Julia, Millie e Priya vengono colpite tutte dai geyser, Bowie e Julia salgono sulla montagna, seguiti da Zee, Priya, Emma, Millie e Chase. Quest'ultimo ha la sua occasione, ma cade nell'avere principale. Emma non aiuta Chase, e Bowie e Julia si affrontano per suonare la campana, anche se scavano un buco nella montagna. Arriva Zee, e con lui anche la scelta più difficile: aiutare Julia o Bowie. Dà una mano ad ognuno: tutti e due si salvano, ma lui cade. Loro continuano a combattere, ma Julia riesce finalmente a suonare la campana, dopo che ha buttato Bowie nell'avere centrale. Durante l'eliminazione, a Zee viene un'idea stra(na-)ordinaria. Zee propone a tutte e due le alleanze con cui si è unito di votare Chris fuori. Peccato che non abbia pensato che è lui l'unico membro che tutte e due le alleanze hanno. Chris permette così ai concorrenti di rivotare, con l'ultimo marshmallow che va a Bowie. Zee è quindi ufficialmente il decimo eliminato di questa stagione.
Immunità: Julia
Eliminato: Zee (7º)

## Questione di equilibrio
- Titolo originale: The Truth, The Pole Truth and Nothing But the Truth

### Trama
Priya porta Millie a fare un'escursione, e al ritorno Millie, stanca, si fa trasportare da Priya. Affamate e Disidratate, chiedono la colazione, peccato che non c'è. La sfida consiste nel rimanere fermi sui propri tronchi nel lago. Il problema è che Chris e Chef attireranno i concorrenti in tutti i modi per farli cadere dai tronchi. Dopo sette ore, Bowie nota il cellulare di Julia rubato da MK e fa finta di cadere per recuperarlo. Va nel confessionale, e vede i pareri di Raj e Emma su di lui, ma trova il confessionale perfetti a scatenare una lite: Millie che parla male di Priya. Dopo dieci ore, Priya, disidratata, comincia ad avere delle allucinazioni, vedendo un bicchiere d'acqua davanti al suo tronco. Purtroppo non ce la fa a resistere, e cade. Dopo dodici ore, finalmente, Chase prova a chiarire le cose con Emma, ma quest'ultima gli rinfaccia tutto quello che le ha fatto passare. Arriva lo spuntino di mezzanotte: una pizza. Chase non resiste e cerca di raggiungere la pizza, ma al posto di buttarsi, passa da un tronco all'altro, facendo cadere così Millie e Julia. Prima di far cadere Emma, salta e prova a raggiungere la pizza, di cui riesce a prendere una fetta, ma il resto cade in acqua. Mentre Emma vince l'immunità, Priya e Millie capiscono di essere diventate finalmente migliori amiche. All'eliminazione, tra Millie e Chase, l'ultimo marshmallow va a Millie. Quindi, Chase è ufficialmente l'undicesimo eliminato di questa stagione.
Immunità: Emma
Eliminato: Chase (6º)

## Selfie ad alto rischio
- Titolo originale: Tortoise Rigamortis

### Trama
Julia prova a rompere l'amicizia tra Priya e Millie inutilmente, mentre Emma e Bowie non sembrano andare più d'accordo perché Emma si è riunita con Chase, il suo ex, e Julia le confessa che Bowie ha votato per Chase. La sfida consiste nel scattarsi dei selfie con degli animali. Se viene inquadrato qualcun altro, i punti, che si ottengono diversamente per ogni animale, sono anche loro. Priya e Millie trovano un leone da 10 punti. Julia prova ad intralciare e finiscono su un albero perché Emma ha risvegliato i leoni appositamente mandando un messaggio su un nuovo gruppo creato da Chris. Emma distrae anche Bowie e se ne approfitta per fare un selfie, e questi ultimi discutono sull'eliminazione di Chase, però Bowie non la racconta giusta. Emma va a caccia di procioni, che valgono 3 punti. Emma viene aggredita dai procioni, mentre Bowie prova a fare un selfie, peccato che venga Emma nella foto e quindi non la fa. Priya e Millie insultano Julia e i leoni si addormentano. Bowie e Emma provano a fare una foto con un'oca canadese, che vale 12 punti, ma Bowie rivela che ha votato per Chase e che lo ritiene uno stupido. Emma decide di rompere l'amicizia e l'alleanza con lui e Bowie viene aggredito dall'oca canadese. Priya e Millie provano a fare delle foto, ma vengono aggredire dai coccodrilli, e Millie salva la vita a Priya. Dopodiché, si ritrovano a scattare dei selfie con dei castori, peccato che sia un orso. Millie salva di nuovo la vita a Priya, aggredita dall'orso, ma sono entrambe fuorigioco perché i loro cellulari si sono rotti. Bowie sembra avere davanti un trio spettacolare di animali e prova a scattare un selfie, ma l'oca canadese lo raggiunge di nuovo. Rinchiusosi in campeggio, l'oca canadese mangia il telefono di Bowie, mettendolo fuorigioco. Emma e Julia si ritrovano nella sfida finale: fare un selfie con una tartaruga da combattimento. Dopo vari tentativi, Emma ha l'occasione in pugno, appesa ad un albero, ma la tartaruga la fa scendere dall'albero e vola via. Peccato che non sia Emma a fare la foto, ma che sia Julia quella che l'ha fatta. Quindi, lei vince l'immunità. Tra Bowie e Emma, l'ultimo marshmallow va a Bowie. Quindi Emma è ufficialmente la dodicesima eliminata di questa stagione. Quindi, i 4 concorrenti rimasti sono: Bowie, Julia, Millie e Priya.
Immunità: Julia
Eliminata: Emma (5ª)

## Mostri e trattori
- Titolo originale: Caved by the bell

### Trama
La penultima sfida della stagione si svolge in una caverna, dove i giocatori devono collezionare dei gettoni sorvegliati da un mostro. Prima della sfida, Millie cuce un vestito per Priya che simboleggia la “Super Alleanza”: Bowie e Julia dunque provano ad allearsi insieme a queste ultime per eliminare l’altro. Però Julia capisce che lei sarà in minoranza casomai dovesse perdere, così stringe una breve alleanza con Bowie, che proverà a rallentarla tutto il tempo, ma lei capisce che è un trucco e lo minaccia. Julia sembra aver vinto la sfida ma poi Millie e Priya escono dalla caverna nella bocca del mostro marino e avendo trovato molti gettoni e vincono la sfida. Alla cerimonia, Julia viene ingannata da Bowie e la “Super Alleanza”, causando così la sua eliminazione. Però non finisce qui: Bowie mostra il taccuino di Millie a Priya, che si arrabbia con Millie, mettendo a rischio in questo modo la loro amicizia.
Immunità: Priya
Eliminata: Julia (4ª)

## L'ultima sfida tra lava e capre
- Titolo originale: Magma Cum Laude

### Trama
È il momento della finale a 3: Priya contro Bowie contro Millie. Dopo gli eventi della puntata precedente, Priya non osa perdonare Millie per ciò che ha scritto su di lei, e Bowie in tutto questo ne è contento. Per cominciare la sfida, i tre dovranno costruire una zattera insieme ad un concorrente eliminato per oltrepassare un lago di lava. Millie segue il consiglio di Ripper e spezza le corde della zattera di Priya, che si allea con Bowie per sfidarlo nella vera finale a 2: questi ultimi battono Millie, che con un ultimo sforzo chiede scusa a Priya, rivelando che aveva scritto un’ultima pagina sul taccuino dove si pentiva di tutto quello che avevo scritto. La sfida tra Priya e Bowie è quella di mungere una capra, berne il latte, scendere giù da una montagna dentro a una sfera di gomma trasparente e oltrepassare la linea del traguardo: Bowie ha un vantaggio, ma vomitando dentro la sua sfera, inizia a rallentare sempre di più. Anche Priya vomita, ed essendo le due sfere ricoperte di vomito bianco, il vincitore è casuale. Una sfera si sgonfia e oltrepassa il traguardo: Chris la apre e vi esce Priya, ovvero la vincitrice della stagione.
Vincitrice: Priya
Finalisti: Bowie (2º) e Millie (3ª)

## Il pittore rosa colpisce ancora
- Titolo originale: The Pink Painter Strikes Again

### Trama
È passato un anno e i concorrenti della scorsa stagione tornano per vincere un milione di dollari. Arrivati Chris fa scegliere le squadre ai due finalisti della scorsa stagione; Priya e Bowie che formano le squadre rispettivamente quella di Priya formata da Millie, Emma, Caleb, Damien, Axel, Zee e Nichelle, con il nome della squadra: Faccia da Topo, mentre quella di Bowie è formata da: Raj, Wayne, Julia, Chase, MK, Scary Girl (ora diventata una “ragazza normale”) e Ripper, con il nome della squadra: Natiche di Puzzola. La sfida inizia e consiste in una specie di un due tre stai là soltanto che se ti muovi vieni colpito da un palloncino pieno di liquido rosa dalla nonna paterna di Chef: Stronca Hatchet. La sfida inizia e, a uno a uno, i concorrenti crollano e vengono eliminati finché non rimangono Nichelle e Bowie e all'ultimo con grande sorpresa di tutti, Nichelle scavalca Bowie con un salto e vince. Alla cerimonia di eliminazione la squadra Natiche di Puzzola sono indecisi per chi votare ma Scary Girl si alza e inizia a fare un discorso inquietante dicendo quanto è cambiata (menzionando uno studio e uno stalking effettuato mentre i concorrenti dormivano) spaventandoli e facendosi sbattere fuori come la prima eliminata dello show.
Immunità: Faccia da Topo
Eliminata: Scary Girl (16ª)

## Mietitore del Cerchio
- Titolo originale: Taking it to the Rim Reaper

### Trama
Caleb si allena e Priya che lo sta guardando da dietro con un’aria innamorata. Poco dopo, arriva Caleb e quest’ultimo rivela che sapeva che Priya lo stesse guardando, e che è convinto che quell’alleanza funzionerà. Chef chiama tutti i campeggiatori per fare colazione, e Ripper chiede a Bowie consigli per fare colpo su qualcuno, in questo caso Axel. Dopodiché, Chris annuncia la nuova sfida: scendere attraverso degli scivoli acquatici per fare canestro: uno da 1 punto, uno da 2, uno da 3, e uno letale da 4 che Chef proibisce di usare. La squadra Faccia da Topo, essendo la vincitrice della sfida precedente, sceglie l’ordine con cui iniziare, anche se poi le squadre scenderanno senza seguirlo. Prima che inizi la sfida, Emma distrae Chase, facendogli notare che deve registrare la sua scivolata, e Chase è convinto che deve fare un nuovo video per YouTube, così trova una videocamera e inizia a registrare, non consapevole che la sua squadra vuole che lui scivoli. Dopo varie scivolate, I punti sono 17 per le Facce da Topo, e 20 per le Natiche di Puzzola. Mancano solo 4 punti per vincere per la sua squadra, e quindi Millie, vedendo MK che sta per scivolare dallo scivolo da 1 punto, decide di fare una cosa un po’ estrema e spinge Damien (che era rimasto bendato sin dall’inizio della sfida) nello scivolo da 4 punti, e garantisce non solo la vittoria alla sua squadra, ma anche odio che tutti i membri provano per lei dopo aver crudelmente usufruito delle paure di Damien per vincere. Alla cerimonia di eliminazione delle Natiche di Puzzola, viene votato Chase perché, essendo distratto dalla sua passione da YouTuber, si è scordato di aiutare la sua squadra a segnare dei punti.
Immunità: Faccia da Topo
Eliminato: Chase (15º)

## Poveretti
- Titolo originale: You Poor Saps

### Trama
La terza sfida della stagione si tratta di andare da una parte dell’isola a un’altra essendo ricoperti di una linfa speciale appiccicosa. La squadra natiche di puzzola utilizza la strategia adottata da MK per imbrogliare, cioè quella di usare gli spray anti-linfa per non assorbire ciò che toccano intorno a loro, facendo così permettere a MK e Julia di sabotare la squadra opposta scaraventando un tronco d’albero ad alcuni membri della squadra Faccia da Topo. Quest’ultima squadra invece si trova in crisi dopo che Millie ha spinto Damien giù dallo scivolo a sbagliato, e decidono di abbandonarla; però grazie a Priya, Millie andrà a scusarsi da Damien, che lo perdonerà. I due, che si sono abbracciati subito dopo, dovranno svolgere il percorso insieme, purtroppo per loro finiscono in una diga di castori: lì, Millie fa incollare la lingua di Damien alla linfa dopo aver formulato un’ipotesi sbagliata. La tattica di MK e Julia garantisce la vittoria alla squadra natiche da puzzola, facendo così che Millie venga eliminata per l’azione commessa nell’episodio precedente.
Immunità: Natiche di Puzzola
Eliminata: Millie (14ª)

## In cerca di guai
- Titolo originale: Choosin’ for a Bruisin’

### Trama
I 13 concorrenti rimasti dovranno attraversare un ponte di botole che si aprono a seconda della risposta sbagliata, che dovranno dare alle domande “Preferiresti…?” poste a questi ultimi nella stagione precedente. Emma, convinta che lei sappia tutte le risposte, prova ad aiutare la sua squadra, ma questo avviene senza successo. La squadra opposta, che continua a imbrogliare seppur la delusione provata da Wayne e Raj, si rivela molto discreta a causa di un imbroglio, a cui Wayne e Raj non fanno caso per sbaglio, utilizzato da MK durante la sfida. Per evitare di rispondere male a tutte le domande, Priya mente ad Emma e le fa chiudere gli occhi, facendo sì che i suoi compagni sappiano su quale botola piazzarsi. Poco dopo, Emma scopre il trucco e smette di aiutare la squadra, ma il suo spirito di gioco le dice di aiutare quest’ultima a vincere un’ultima volta, fin quando Priya non le dice di ignorare ciò che dice il suo istinto proprio quando le viene posta la domanda su Chase e viene eliminata per non aver conosciuto abbastanza i suoi amici. Peró, prima che la puntata finisca, Ripper legge ad Axel una sua poesia d'amore, che finisce in lei che lo bacia.
Immunità: Natiche di Puzzola
Eliminata: Emma (13ª)

## Ghiaccio per batterti
- Titolo originale: Ice to Beat You

### Trama
In una sfida ambientata in un iceberg, i concorrenti dovranno trovare 3 chiavi all’interno o di un labirinto ghiacciato, o di un percorso ad ostacoli, per aprire una cassaforte e recuperare la moneta da restituire al conduttore al suo interno. Nuove rivalità e coppie nascono prima della sfida: Axel e Ripper si sono fidanzati e un innocente litigio tra Nichelle e Julia mostrerà quanto rancore porta dentro di sé quest’ultima. La squadra natiche di puzzola utilizza il phon di Chris per sciogliere il ghiaccio velocemente, mentre la squadra faccia da topo utilizza tutte le attività motorie necessarie per recuperare le chiavi nel percorso ad ostacoli. Le facce da topo finiscono prima a causa di una battaglia di palline di neve iniziata da Bowie, però un contrattempo (cioè lo scioglimento di un abominevole uomo delle nevi) garantisce la vittoria alle natiche da puzzola.
Alla cerimonia delle facce da topo, Nichelle decide di abbandonare lo show dopo che Julia, dopo aver ammesso di non avere della carta, ha scritto con rancore un contratto falso di Hollywood che reinvita Nichelle a tornare sotto i riflettori.
Immunità: Natiche di Puzzola
Eliminata: Nichelle (12ª)

## Canoa credici
- Titolo originale: Canoe Believe it?

### Trama
Dopo che Zee ha scoperto il segreto di Priya, quest’ultimo vuole aiutarla a mettersi insieme con Caleb, e per fare ciò si confronta con lui, però lui afferma che sta solo utilizzando Priya per entrare nella finale a 3. Non c’è solo un evento particolare in quest’episodio, infatti lo scioglimento delle squadre dona a Chris due opportunità: una per mettere in gioco un idolo dell’immunità, e l’altra per vendicarsi del furto del phon. Quindi rivela a tutti che MK ha imbrogliato fingendosi uno stagista. Per punizione, quest’ultima dovrà lottare, nella sfida di questa puntata che prevedere scegliere un partner per poi lottare contro di esso su una canoa, un orso. La perdita di questa sfida garantisce del tempo ad alcuni concorrenti per trovare l’idolo dell’immunità nascosto sull’isola. Rimangono tra gli ultimi sulle canoe Julia, Bowie, Damien e Axel. Le due ragazze perdono, così alla fine sarà Bowie contro Damien. Fino all’ultimo secondo, Damien si fa forza e vince la sfida. Alla fine, Julia mente a tutti a dice che è stata un’idea di Bowie quella di imbrogliare, facendo così eliminare quest’ultimo.
Immunità: Damien
Eliminato: Bowie (11º)

## Duello all'ultima torta
- Titolo originale: Fun Fight at the O’Cake Corral

### Trama
Dopo aver vinto la sfida precedente, Damien si sente molto sicuro di sé, quindi durante una passeggiata nella foresta, cade su un tronco sul terreno e trova l’idolo, che inizia a nascondere. Per la sfida di questo episodio, Chris invita un vecchio concorrente, cioè Owen, per fare da giudice alla sfida della puntata: cucinare una torta con la faccia di Chris. Per cucinare, il conduttore divide i 10 in 3 squadre: la prima composta da Damien, Caleb, Zee e Priya; la seconda comporta da MK, Axel e Ripper; e la terza comporta da Wayne, Raj e Julia. Chris dona dei telecomandi ai concorrenti per sabotare o farsi aiutare, e così la sfida ha inizio: Wayne e Raj sprecano i loro ingredienti, e così Julia costringe loro a prenderne degli altri; Axel e Ripper continuano a baciarsi e a dipingersi con l’impasto; e la squadra di Priya utilizza il lievito naturale di Ripper (cioè il sudore delle sue ascelle) per il lievito. Le torte sono pronte, e dopo che Chris scopre da dove è venuto il lievito della squadra di Priya e che ha provato la torta disgustosa di MK, dichiara la squadra di Julia la vincitrice. Alla cerimonia, Axel viene votata per essere una minaccia, e anche per avere una relazione brutta con Ripper, cosa che indurrà quest’ultimo ad aggrapparsi a lei durante il trasporto del drone, causando così la loro eliminazione.
Immunità: Wayne, Raj e Julia
Eliminati: Axel (10ª) e Ripper (9º)

## Il flipper umano
- Titolo originale: Haulin’ n’ Ballin’

### Trama
La sfida tra gli 8 campeggiatori rimasti è svolta alla Montagna del Flipper, dove dovranno inserire la loro moneta e giocare a un flipper umano per segnare punti. Il segreto di Zee continua a manifestare molta ansia, soprattutto quando Julia gli chiede specificatamente di che cosa si tratta. Durante la sfida, un campeggiatore si perde e dovrà essere soccorso per ritornare a giocare. Alla fine della sfida quando Priya e Caleb si baciano, Zee dice a tutti che Caleb un è imbroglione che sta manipolando Priya per avanzare a lungo nel gioco facendo eliminare gli altri concorrenti. Con questo, Zee molto nervoso rivela altri segreti dei suoi conpagni (tranne Wayne): Julia che ha rubato gli orecchini di sua nonna, Raj che fruga le borse da Hockey degli altri, Damien che non cambia la biancheria, MK dorme con un peluche di unicorno e Chef che ha le protesi ai polpacci. Tutti questi segreti finiranno per far essere Zee l’eliminato del giorno.
Immunità: Priya
Eliminato: Zee (8º)

## Punto di rottura
- Titolo originale: Breaking Up is Hard to Do

### Trama
Priya è furiosa con Caleb, e non vuole ascoltare il suo punto di vista di questa situazione; intanto, mentre Wayne, Raj e Damien cercano di consolare la ragazza, MK e Julia si intromettono per farle dimenticare l’accaduto. Tutto questo non serve, perché nella sfida di oggi i 7 campeggiatori devono trovare l’oggetto più grande che c’è, distruggerlo, e farlo passare attraverso una “porta” che ha un piccolo buco. Priya ha trovato un masso, con cui prova a schiacciare Caleb, che però non funziona; Caleb ha trovato una Yacht, MK la macchina di Chef, Raj un frigorifero, Wayne il confessionale, Damien una pecora e Julia un albero. I tentativi di vittoria di Damien, Wayne, MK e Raj non funzionano, e alla fine Caleb, che intanto si era tolto la maglietta, vince la sfida. Essendo adesso alla loro mercé, MK e Julia si pugnalano entrambe alle spalle: quindi Julia dice a tutti che lei ha stretto un patto con MK di non parlare male dell’altro, facendo gli altri cascate nel tranello e votando MK fuori dallo show.
Immunità: Caleb
Eliminata: MK (7ª)

## Ricordi dolorosi
- Titolo originale: Circling the Drain

### Trama
Julia si intromette tra Caleb e Priya per manipolarli (cosa che ammette anche Priya) per non farli tornare insieme, cosa che succederà nella sfida di questo esatto episodio, cioè ricordare le facce dei concorrenti eliminati su uno schermo per poi selezionare il quadrato con la faccia esatta. Se sbagliano, le capsule ai loro piedi si apriranno e i concorrenti verranno puniti. Una rivalità tra Julia e Damien sorge, però si ferma a causa delle api di Chase dell’episodio 9 della stagione scorsa. Caleb e Priya alla fine si confrontano, e scoprono che sono stati manipolati da Julia, così Priya la attacca, per far perdere la sfida a Julia. Purtroppo per lei, Priya prende in mano il suo tablet (di Julia), e l’antagonista vince (ancora, grazie alla sua fortuna). Julia ha un potere in più oltre a vincere: può scegliere una persona con cui condividere l’immunità, cioè Caleb, che ha fatto un patto con Julia, cioè di votare chiunque vuole lei. Alla cerimonia, Damien viene votato fuori, ma sfortunatamente non ha con sé il suo idolo dato che un’antagonista scritta male gli ha sottratto.
Immunità: Julia e Caleb
Eliminato: Damien (6º)

## Una minaccia a quattro zampe
- Titolo originale: Working K9 to 5

### Trama
Caleb chiede a Priya di stringere un’alleanza con quest’ultima per sconfiggere Julia, e Priya, con molta riluttanza, accetta. Chris convoca MacArthur e I suoi 5 cani per la sfida di oggi: i cani dovranno inseguire e riportare sul tappeto dell’inizio della sfida i campeggiatori. Ognuno ha il suo cane, così i campeggiatori iniziano a correre via per vincere. Per togliersi l’odore dei cani addosso, Raj si spoglia e Wayne mangia le sue calze, però non funziona. Caleb spinge Priya con sé in un burrone per salvarla dal suo cane, però questo permette a Caleb di venire catturato dal suo canino. Julia viene catturata 2 volte, quindi si butta in un bidone dei rifiuti per cacciare via il suo odore corporeo. Tutti i ragazzi vengono eliminati dalla sfida, per io rimangono Priya e Julia in gara: Julia utilizza le sue unghie per aggrapparsi al terreno e vincere la sfida. Grazie al consulto tra Wayne e Raj, Julia comunica a Priya che i fratelli Hockey stanno votando per Caleb, e che lei deve decidersi in fretta. Alla fine, Priya collabora e Raj viene eliminato.
Immunità: Julia
Eliminato: Raj (5º)

## Doppio gioco
- Titolo originale: Off the Hook!

### Trama
Priya vuole che Caleb tradisca Julia e che lui rompa il patto, così Julia si ritrova a chiedere aiuto a Wayne. Prestandosi a queste alleanze, inizia la sfida: agganciare un campeggiatore attraverso un’imbracatura con un anello per farli trasportare all’interno di una cisterna del terrore, che contiene le loro peggiori paure. Il vincitore è colui o colei che rimane da solo nell’area di gioco (cioè quando sono tutti rinchiusi nelle cisterne). Julia costringe Caleb ad agganciare Priya, e Julia aggancia Wayne. Wayne esce subito dopo dalla sua cisterna e aggancia Caleb, dando così a Julia l’opportunità di agganciare Wayne di nuovo. Tutto questo succede mentre Priya esce dalla sua cisterna e lotta contro Julia. Wayne esce dalla sua cisterna, e i concorrenti rimasti si agganciano a mo’ di catena: Wayne aggancia Priya, che aggancia Julia, che a sua volta aggancia Wayne. L’area di gioco ora è libera, e Caleb, Priya e Julia escono dalla cisterna (non Wayne perché Chris l’ha inserito nella cisterna di Caleb): Julia e Priya costringono Caleb a scegliere tra una di loro due, e Caleb aggancia entrambe, vincendo la sfida. Alla cerimonia, votano tutti per Julia, però lei ha l’idolo di Damien e lo utilizza per salvarsi ed eliminare Priya.
Immunità: Caleb
Eliminato: Priya (4ª)

## La volata finale
- Titolo originale: Soar Losers

### Trama
È il giorno della finale e i tre finalisti si preparano ad affrontarsi. Chris fa tornare tutti gli eliminati e introduce la sfida ovvero trainare un carro (con dentro i concorrenti eliminati che tifano per uno dei finalisti). Caleb e Julia partono mentre Wayne ha molta difficoltà perché ha troppi compagni sul carro. La seconda sfida e di camminare su una fune senza cadere in un fiumiciattolo pieno di animali feroci. Quando Julia cade per la seconda volta per colpa di Priya porterà lei a perdere metà dei suoi capelli a causa di un dinosauro della stagione precedente. Wayne riesce ad arrivare in cima mentre gli altri due finiscono la seconda parte della sfida e procedono alla terza: volare usando una tuta da scoiattolo volante su tutta l’isola, per poi atterrare sul molo della vergogna. Wayne, trovandosi troppo indietro, decide di fare un salto con l’asta per oltrepassare la fune: questo gesto lo trasporta fino a dove ci sono le tute da scoiattolo che Wayne indossa la tuta e cerca di tagliare il traguardo. Caleb e Julia intanto si scontrano in un albero e cadono, e per questo motivo inizieranno a correre verso il molo. I due corrono verso il molo, Wayne compare tra le nuvole, prende velocità e atterra sul bersaglio del molo facendo cadere Caleb e Julia che perdono entrambi. Wayne viene dichiarato vincitore della stagione e decide di usare i soldi per comprare due autobus per la sua squadra di hockey.
Vincitore: Wayne
Finalisti: Caleb e Julia (3º/2ª pareggiato)